# هاياشي رازان
هاياشي رازان، فيلسوف وأديب ياباني، من مواليد سنة 1583،  أصبح تحت تأثير كتابات شوهسي، كونفوشسيا جديدا، شديد العداء للبوذية. له مؤلفات كثيرة في كونفوشية الدولة وكان نصيرا متحمسا لاستبدادية الشوغون ولإخضاع الشعب لقواعد سلوكية صارمة. توفي هاياشي في السابع من مارس للعام 1657.

## روابط خارجية
- هاياشي رازان على موقع الموسوعة البريطانية (الإنجليزية)